# Erythranthe diffusa
Erythranthe diffusa är en gyckelblomsväxtart som först beskrevs av Adele Lewis Grant, och fick sitt nu gällande namn av N.S.Fraga. Erythranthe diffusa ingår i släktet Erythranthe och familjen gyckelblomsväxter. Inga underarter finns listade i Catalogue of Life.